# 卡麥倫非鯽
卡麥倫非鯽（学名：Coptodon cameronensis），為輻鰭魚綱䲁形目麗魚科叉齒非鯽屬的其中一種，其种加词“cameronensis”意为“喀麦隆的”。分布於非洲喀麥隆 Sanaga流域，體長可達32.1公分，棲息在底層水域，生活習性不明。